# Charles François Philibert Masson
Pour les articles homonymes, voir Masson.
Charles François Philibert Masson (Blamont, 22 janvier 1761 - Coblence, 6 juin 1807) est un écrivain français. Ses Mémoires secrets de la cour de Saint-Pétersbourg décrivent la cour de Catherine la Grande et de Paul Ier de Russie. Ils sont encore réédités de nos jours.
Charles François Philibert Masson était membre de l'Institut de France.

## Biographie
Il commence sa carrière comme apprenti horloger à Neuchâtel, mais il s'intéresse davantage aux arts et se rend en Russie, où il devient le tuteur des enfants du comte Nikolaï Saltykov, le ministre de la guerre. Le comte en fait sa principale domus.[pas clair] Il s'est rendu populaire dans l'élite de Saint-Pétersbourg grâce à son esprit, son goût pour la littérature et sa conversation.
Il devient le secrétaire privé du grand duc Alexandre de Russie, l'homme qui deviendra le tsar Alexandre Ier en 1801.
Charles François Philibert Masson était populaire dans les grandes maisons de Saint-Pétersbourg et à la cour, mais le tsar Paul Ier l'expulsa de Russie en tant que sympathisant déclaré de la Révolution française.
Il a vécu un certain temps en Allemagne, avant de revenir en France où il a publié ses Mémoires secrets sur la Russie.
Au moment de sa mort, il travaillait comme « secrétaire général de la préfecture » à Coblence, à l'époque une ville française.

## Quelques œuvres de Charles François Philibert Masson[4]
- Mémoires secrets de la Cour de Saint-Pétersbourg et particulièrement sur la fin du règne de Catherine II et le commencement de celui de Paul I, 1800-1802, Paris, 3 volumes, tome premier, 1800, lire en ligne, tome deuxième, 1800, lire en ligne, tome troisième, 1802, lire en ligne. Il existe une deuxième édition en quatre volumes, parue en 1804. Cet ouvrage fut traduit du français vers l'anglais en 1895 ;
- Mémoires secrets sur la Russie, sur les règnes de Catherine II, de Paul Ier, 1859, Paris, Firmin-Didot, IV-464 pages, lire en ligne ;
- Les Helvétiens : En Huit Chants, poèmes, 1799.
- La Nouvelle Astrée, un roman de chevalerie
- Ode sur la fondation de la république, un poème primé par l'Institut de France en 1801
- Statistique du département de Rhin et Moselle, un ouvrage de géographie
- Les Jardins de Samboursky, un poème
- Elmire ou la Fleur qui ne se flétrit jamais, une histoire, Berlin 1790
- Cours mémorial de géographie, Berlin 1787 et Saint-Pétersbourg 1790. Manuel pour les élèves de l'école d'artillerie.